# Amt Büsum-Wesselburen
La comunità amministrativa di Büsum-Wesselburen (Amt Büsum-Wesselburen) si trova nel circondario di Dithmarschen nello Schleswig-Holstein, in Germania.

## Suddivisione
Comprende 18 comuni:
1. Büsum (4 876)
2. Büsumer Deichhausen (357)
3. Friedrichsgabekoog (56)
4. Hedwigenkoog (231)
5. Hellschen-Heringsand-Unterschaar (168)
6. Hillgroven (59)
7. Norddeich (421)
8. Oesterdeichstrich (331)
9. Oesterwurth (256)
10. Reinsbüttel (412)
11. Schülp (383)
12. Strübbel (93)
13. Süderdeich (457)
14. Warwerort (242)
15. Wesselburen, città (3 465)
16. Wesselburener Deichhausen (109)
17. Wesselburenerkoog (183)
18. Westerdeichstrich (860)

Il capoluogo è Büsum.
(Tra parentesi i dati della popolazione al 31 dicembre 2021)